# 馬薩雷
39°02′03″N 48°39′56″E / 39.03417°N 48.66556°E

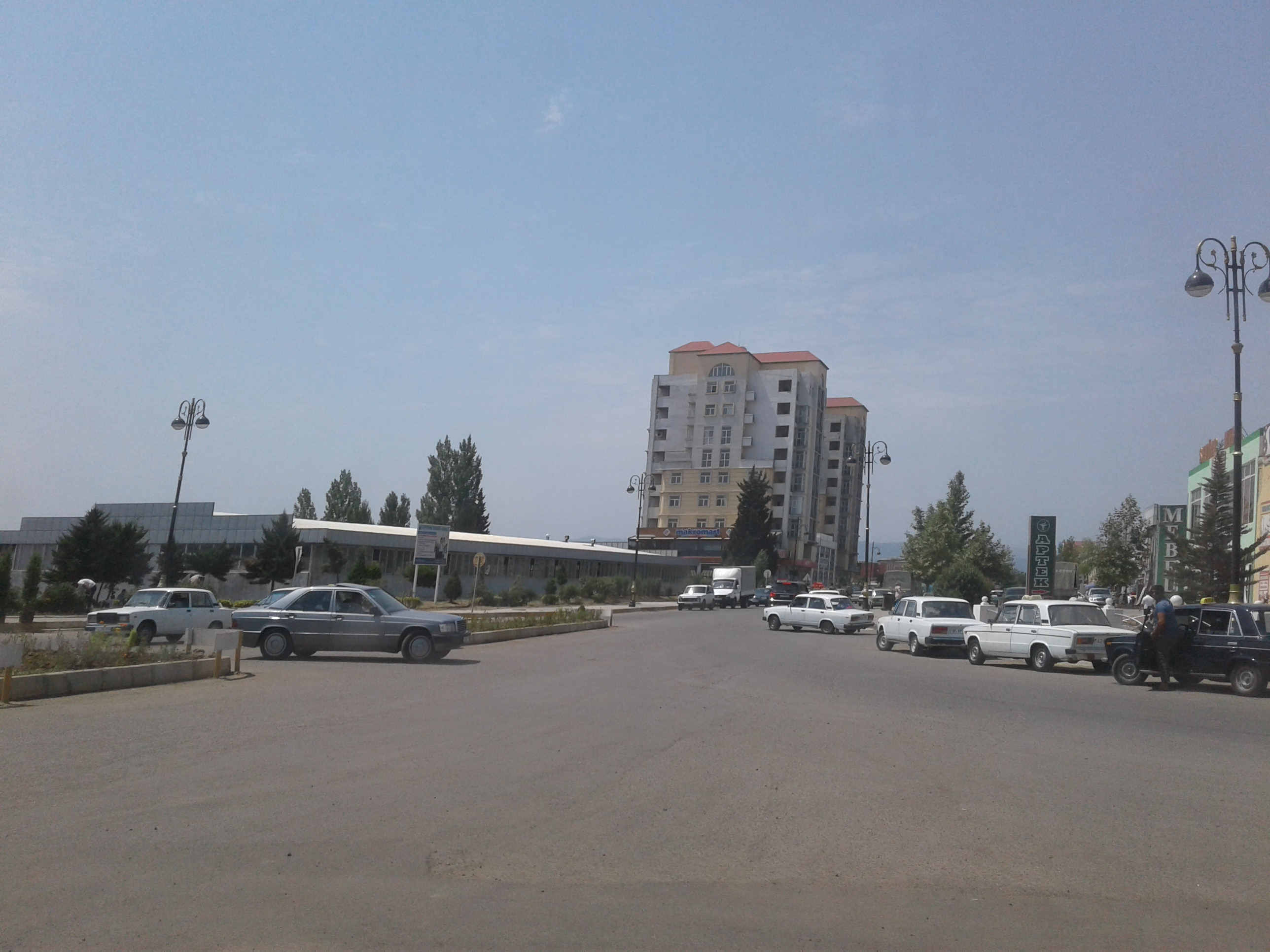
馬薩雷

馬薩雷（Masallı）是阿塞拜疆的城鎮，也是馬薩雷區的首府，位於該國東南部，距離首都巴庫259公里，受副熱帶濕潤氣候影響，主要經濟活動有農業和工業，2010年人口13,900。